# Ossido di cerio(IV)
L'ossido di cerio(IV), o ossido cerico, o diossido di cerio, è l'ossido del cerio tetravalente avente formula minima CeO2. In ambito di scienze dei materiali e anche commercialmente è noto anche come ceria.
Si presenta una polvere bianco-giallastra insolubile in acqua.  È un importante prodotto commerciale e un intermedio nella purificazione dell'elemento dai suoi minerali. La proprietà distintiva di questo materiale è la sua conversione reversibile in un ossido non stechiometrico.
L'ossido cerico è considerato sostanza non pericolosa secondo la regolamentazione (CE) N. 1272/2008.

## Produzione
Il cerio si trova naturalmente miscelato con altri elementi delle terre rare nei suoi minerali principali, la bastnäsite e la monazite. Dopo l'estrazione degli ioni metallici nella base acquosa, il cerio viene separato da quella miscela mediante l'aggiunta di un ossidante seguito dalla regolazione del pH. Questo passaggio sfrutta la bassa solubilità dell'ossido cerico e il fatto che altri elementi delle terre rare resistono all'ossidazione.
L'ossido di cerio(IV) è formato dalla calcinazione di ossalato di cerio(III) [Ce2(C2O4)3] o dell'idrossido di cerio.
Il cerio forma anche l'ossido di cerio(III) (Ce2O3), che all'aria è instabile e si ossida a ossido di cerio(IV).

## Struttura e comportamento dei difetti
L'ossido di cerio(IV) cristallizza nel sistema cubico, simbolo di Pearson cF12, adottando la struttura della fluorite con gruppo spaziale Fm3m (gruppo n°225). Nella cella elementare, con costanti di reticolo a = b = c = 541 pm, sono contenuti formalmente ioni Ce4+ ottacoordinati e ioni O2− tetracoordinati. Nel cristallo, che è un materiale diamagnetico e semiconduttore (band gap 1,86 eV), tutte le distanze Ce−O sono pari a 237 pm.
Ad alte temperature rilascia ossigeno per dare una forma non stechiometrica e carente di anioni che mantiene il reticolo di fluorite. Questo materiale ha la formula CeO(2−x), dove 0 < x < 0,28. Il valore di x dipende dalla temperatura, dalla terminazione superficiale che dalla pressione parziale dell'ossigeno. È staoto dimostrato che l'equazione
{\displaystyle {\frac {x}{0.35-x}}=\left({\frac {106\,000{\text{ Pa}}}{P_{\mathrm {O} _{2}}}}\right)^{0.217}\exp \left({\frac {-195.6{\text{ kJ/mol}}}{RT}}\right)}
predice il valore di {\displaystyle x} all'equilibrio per la composizione non stechiometrica dell'ossido su un'ampia gamma di pressioni parziali dell'ossigeno (103–10−4 Pa) e di temperature (1000–1900 °C).
La forma non stechiometrica ha un colore da blu a nero ed esibisce conduzione sia ionica che elettronica, essendo la più significativa a temperature maggiori di 500 °C.
La concentrazione di vacanze di ossigeno viene spesso misurata utilizzando la spettroscopia fotoelettronica a raggi X per confrontare il rapporto Ce3+ / Ce4+.

### Chimica dei difetti
Nella fase fluorite più stabile della ceria, essa presenta diversi difetti a seconda della pressione parziale dell'ossigeno o dello stato di stress del materiale.
I principali difetti di preoccupazione sono le vacanze di ossigeno e i piccoli polaroni (elettroni localizzati sui cationi di cerio). L'aumento della concentrazione di difetti di ossigeno aumenta la velocità di diffusione degli anioni di ossido nel reticolo come riflesso in un aumento della conduttività ionica. Questi fattori conferiscono alla ceria prestazioni favorevoli nelle applicazioni come elettrolita solido nelle celle a combustibile a ossido solido. La ceria non drogata e drogata mostra anche un'elevata conduttività elettronica a basse pressioni parziali di ossigeno a causa della riduzione dello ione cerio che porta alla formazione di piccoli polaroni. Poiché gli atomi di ossigeno in un cristallo di ceria si trovano nei piani, la diffusione di questi anioni è favorita e la velocità di diffusione aumenta all'aumentare della concentrazione del difetto.
La presenza di posti vacanti di ossigeno nei piani di ceria terminanti governa l'energetica delle interazioni della ceria con le molecole di adsorbato e la sua bagnabilità. Il controllo di tali interazioni di superficie è fondamentale per sfruttare la ceria nelle applicazioni catalitiche.

## In natura
L'ossido di cerio(IV) si trova naturalmente come minerale cerianite-(Ce). È un raro esempio di minerale di cerio tetravalente, gli altri esempi sono la stetindite-(Ce) e la dyrnaesite-(La). Il suffisso "-(Ce)" è noto come modificatore di Levinson e viene utilizzato per mostrare quale elemento domina in un particolare sito della struttura. Si trova spesso nei nomi di minerali contenenti elementi di terre rare. La presenza di cerianite-(Ce) è correlata ad alcuni esempi di anomalia del cerio, dove il cerio - che si ossida facilmente - è separato da altri elementi delle terre rare che rimangono trivalenti e quindi si adattano a strutture di minerali diversi dalla cerianite-(Ce).

## Catalisi e attività di superficie
La principale applicazione emergente dei materiali in ossido di cerio(IV) applicati è nel campo della catalisi. Le superfici della ceria, nella sua fase di fluorite più stabile, sono dominate dai piani a energia inferiore (111), che tendono a mostrare un'energia superficiale inferiore. La reazione più comunemente catalizzata dal cerio(IV) è la reazione di spostamento del gas dell'acqua, che comporta l'ossidazione del monossido di carbonio. Ceria è stata esplorata verso la catalisi di varie reazioni di conversione degli idrocarburi, inclusa la metanazione dell'anidride carbonica e l'ossidazione catalitica di idrocarburi come il toluene.
La funzionalità superficiale dell'ossido di cerio(IV) deriva in gran parte dalla sua idrofobicità intrinseca, una caratteristica comune tra gli ossidi delle terre rare. L'idrofobicità tende a conferire resistenza alla disattivazione dell'acqua sulle superfici dei catalizzatori e quindi migliora l'adsorbimento dei composti organici. L'idrofobicità, che può essere vista al contrario come organofilia, è generalmente associata a prestazioni catalitiche più elevate ed è desiderata nelle applicazioni che coinvolgono composti organici e sintesi selettiva.
L'interconvertibilità dei materiali CeOx è alla base dell'uso della ceria come catalizzatore di ossidazione. Un uso minimo ma illustrativo è il suo utilizzo nelle pareti dei forni autopulenti come catalizzatore di ossidazione degli idrocarburi durante il processo di pulizia ad alta temperatura. Un altro esempio su piccola scala ma famoso è il suo ruolo nell'ossidazione del gas naturale nelle reticelle Auer.

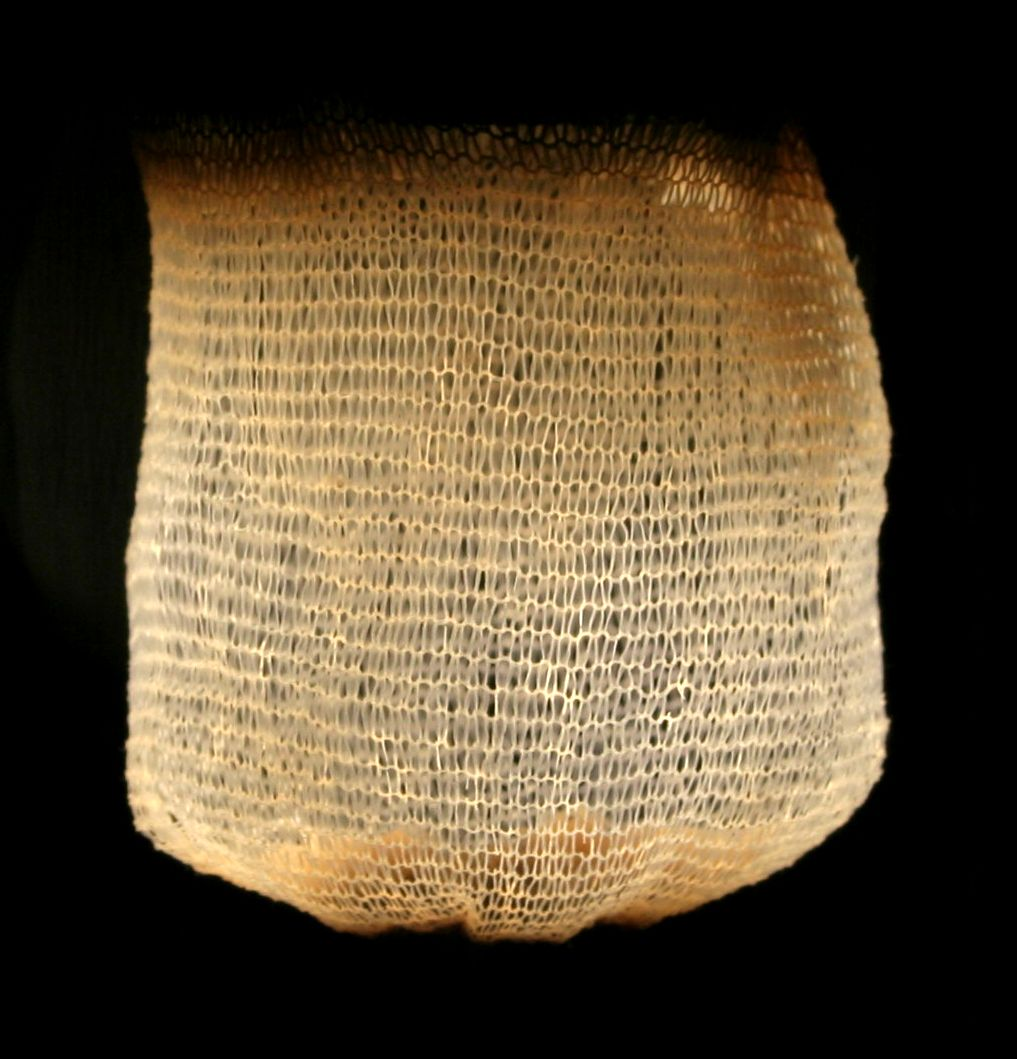
Un luminoso mantello bianco da lanterna a gas Coleman. L'elemento incandescente è principalmente Diossido di torio (ThO_{2}) drogato con ossido di cerio(IV), riscaldato dall'ossidazione del gas naturale con l'aria catalizzata dal cerio.

Basandosi sulle sue distinte interazioni di superficie, la ceria trova ulteriore utilizzo come sensore nei convertitori catalitici nelle applicazioni automobilistiche, controllando il rapporto aria-scarico per ridurre le emissioni di NOx e monossido di carbonio. È usato anche come catalizzatore nei motori diesel con tecnologia FAP. Tuttavia, secondo alcuni studi in vitro, la cerina, diffusa nell'ambiente dai FAP, potrebbe essere dannosa se respirata in forma di nanoparticella in quanto ha una grande facilità di ingresso nelle cellule e di interazione con alcuni sistemi proteici.

## Ulteriori applicazioni

### Lucidatura
La principale applicazione industriale della ceria è per la lucidatura, in particolare la lucidatura chimico-meccanica (CMP). A tale scopo ha soppiantato molti altri ossidi precedentemente utilizzati, come l'ossido di ferro e l'ossido di zirconio. Per gli hobbisti, è anche conosciuto come "rouge degli ottici".

### Ottica
L'ossido di cerio(IV) viene utilizzato per decolorare il vetro convertendo le impurità ferrose di colore verde in ossidi ferrici quasi incolori.
L'ossido di cerio ha trovato impiego nei filtri a infrarossi, come specie ossidante nei convertitori catalitici e come sostituto del diossido di torio nelle reticelle Auer.

### Conduzione mista
A causa della significativa conduzione ionica ed elettronica dell'ossido di cerio, è adatto per essere utilizzato come conduttore misto, con un apporto significativo nella ricerca e sviluppo di celle a combustibile.

### Applicazioni biomediche
Le nanoparticelle di ossido di cerio (nanoceria) sono state studiate per la loro attività antibatterica e antiossidante
.

### Saldatura
L'ossido di cerio viene utilizzato come aggiunta agli elettrodi di tungsteno per la saldatura ad arco di tungsteno con gas. Offre vantaggi rispetto agli elettrodi di tungsteno puro, come la riduzione del tasso di consumo degli elettrodi e un avvio e una stabilità dell'arco più facili.

## Ricerca

### Fotocatalisi
Sebbene sia trasparente per la luce visibile, assorbe fortemente le radiazioni ultraviolette, quindi è un potenziale sostituto dell'ossido di zinco e del diossido di titanio nei filtri solari, poiché ha un'attività fotocatalitica inferiore. Tuttavia, le sue proprietà catalitiche termiche devono essere ridotte rivestendo le particelle con silice amorfa o nitruro di boro.

## Celle a combustibile
La ceria è interessante come materiale per celle a combustibile a ossido solido (SOFC) a causa della sua conduttività ionica di ossigeno relativamente alta (cioè gli atomi di ossigeno si muovono facilmente attraverso di essa) a temperature intermedie (500–650 °C) e entalpia di associazione inferiore rispetto alla zirconia.

### Scissione dell'acqua
Il ciclo ossido di cerio(IV)-ossido di cerio(III) o ciclo CeO2/Ce2O3 è un processo termochimico di scissione dell'acqua in due fasi basato su ossido di cerio(IV) e ossido di cerio(III) per la produzione di idrogeno.